# Jess Benhabib
Jess Benhabib (* 9. Juni 1948 in Istanbul) ist ein türkischer Wirtschaftswissenschaftler und Hochschullehrer.

## Werdegang, Forschung und Lehre
Nachdem Benhabib sein Studium der Wirtschaftswissenschaften in Istanbul begonnen hatte, wechselte er nach dem Abschluss als Bachelor of Arts 1971 an die Columbia University in die Vereinigten Staaten. Dort graduierte er 1974 als Master of Philosophy, zwei Jahre später schloss er sein Ph.D.-Studium ab. Anschließend in den Wehrdienst eingezogen, kehrte er 1977 in die USA zurück und trat eine Stelle als Assistant Professor an der University of Southern California an. 1980 wechselte er als Associate Professor an die New York University, die ihn 1983 zum ordentlichen Professor berief. Gleichzeitig stieg er zum Leiter der wirtschaftswissenschaftlichen Fakultät der Universität auf, den Posten hatte er bis 1987 inne sowie erneut zwischen 1993 und 1996. 1991 übernahm er den Paulette-Goddard-Lehrstuhl für politische Ökonomie. Zwischen 1997 und 2000 war er Dekan für Sozialwissenschaften der New York University.
Benhabibs Schwerpunkt innerhalb der Makroökonomie liegt im Bereich der mathematischen Beschreibung von Konjunkturzyklen, Wirtschaftswachstum und technologischem Fortschritt, zudem publizierte und dozentierte er zu sozialen Konflikten und Einkommensverteilung. Im Bereich der Konjunkturtheorien publizierte er insbesondere über die Sunspot-Theorie sowie über die Dynamiken zur Beschreibung der Konjunkturzyklen.

## Werke
Die folgende Auflistung gibt eine Auswahl von Benhabib veröffentlichter Bücher wieder, zudem hat er zahlreiche Zeitschriftenartikel und Arbeitspapiere verfasst.
- Social Conflict Growth and Income Distribution, 1991
- Cycles and Chaos in Economic Equilibrium als Herausgeber, 1992
- Handbook of Social Economics als Herausgeber mit Alberto Bisin und Matthew Jackson, 2010